# Death in Venice (film, 1990)
Pour les articles homonymes, voir Mort à Venise (homonymie).

Death in Venice est une captation télévisuelle de l'opéra Death in Venice de Benjamin Britten, livret de Myfanwy Piper d'après la nouvelle éponyme de Thomas Mann, enregistrée au festival de Glyndebourne en 1990.

## Fiche technique
- Titre original : Death in Venice
- Réalisation : Robin Lough
- Mise en scène : Martha Clarke et Stephen Lawless
- Chorégraphie : Martha Clarke
- Décors : Tobias Hoheisel
- Lumières : Paul Pryant
- Format: Couleurs - 35 mm - 1,33:1 - Son PCM stéréo
- Durée : 138 minutes

## Distribution
- Robert Tear : Gustav von Aschenbach
- Paul Zeplichal : Tadzio
- Alan Opie :  le voyageur / le vieux dandy / le vieux gondolier / le directeur de l'hôtel / le barbier / le chef des acteurs / voix de Dionysos
- Michael Chance : voix d'Apollon
- Gerald Finley : l'employé anglais

Chœur du festival de Glyndebourne et London Sinfonietta sous la direction de Graeme Jenkins.

## Sortie DVD
- Coffret collection 2006 : A Tribute to Benjamin Britten